# Kings Mountain National Military Park
Kings Mountain National Military Park ist ein National Military Park unweit der Stadt Blacksburg im Bundesstaat South Carolina im Südosten der Vereinigten Staaten. Der Park liegt an der Grenze zum benachbarten North Carolina. Er erinnert an die Schlacht von Kings Mountain, einem entscheidenden und wichtigem Sieg der Patrioten über die königstreuen Loyalisten während des Amerikanischen Unabhängigkeitskrieges.
Die Schlacht fand am 7. Oktober 1780 statt. Die amerikanischen Patrioten zerschlugen dabei den linken Flügel der Armee des britischen Befehlshabers Charles Cornwallis und beendeten damit den bislang erfolgreichen Feldzug der Loyalisten in den Carolinas. Der Sieg beendete den britischen Vormarsch nach North Carolina und zwangen Cornwallis zum Rückzug aus Charlotte nach South Carolina. Dies gab Nathanael Greene die Gelegenheit die Truppen der Armee der Vereinigten Staaten zu reorganisieren. Viele der Soldaten, die ihr Leben bei Kings Mountain verloren, hatten zuvor in anderen Schlachten gekämpft. Die jüngsten Kämpfer waren 10 Jahre alt, die ältesten 50, der jüngste Gefallene war der 15 Jahre alte Billy Rowland.
Um sich an die Ereignisse der Schlacht zu erinnern, wurde die Einrichtung des Kings Mountain National Park am 3. März 1931 durch den Kongress der Vereinigten Staaten beschlossen. Der Park markiert zugleich das Ende des Overmountain Victory National Historic Trail, der an die Route der Overmountain Men erinnert, die aus den Appalachen herbeieilten, um sich auf Seiten der Patrioten an der Schlacht zu beteiligen. 
Den Besuchern des Parkes steht ein knapp zweieinhalb Kilometer langer ausgebauter Weg zur Verfügung, der vom Besucherzentrum aus der damaligen Aufstellung der Patrioten folgt und zur Anhöhe führt, auf der die Briten Stellung bezogen hatten. Der Weg gibt einen Überblick über das Schlachtfeld und führt sowohl am Grab Patrick Fergusons, wie auch einer Reihe von kleineren und größeren Denkmälern vorbei, das erste dieser Monumente stammt aus dem Jahre 1815. Nachdem der Weg an einigen Stellen sehr steil ist, wurde dieser im Rahmen der Initiative zum hundertjährigen Bestehen des National Park Service teilweise neu angelegt, um den Besuchern die Benutzung zu erleichtern.
An den Park schließt sich der Kings Mountain State Park an, der für Besucher Zeltplätze und Picknickbereiche bereithält und auf einer Living-History-Farm darstellt, wie die Menschen früher dort lebten und arbeiteten. Der State Park liegt etwa 50 Kilometer südlich von Charlotte und rund 100 Kilometer nördlich der Stadt Greenville in South Carolina. Der Berg, der dem Gebiet seinen Namen gibt, der Kings Mountain ist von der Interstate 85 North mehrere Kilometer lang zu sehen.